# Интернационализм или русификация?
«Интернационализм или русификация?» (укр. Інтернаціоналізм чи русифікація?) — книга Ивана Дзюбы, написанная в сентябре-декабре 1965 года.

## История написания
Непосредственным толчком для написания этой работы стало проведение в 1965 году в Украинской ССР репрессий против украинской интеллигенции. В августе-сентябре 1965 года в Киеве, Львове, Луцке, Ивано-Франковске и Тернополе арестовали около трёх десятков молодых украинских интеллигентов. 4 сентября в Киеве во время премьеры кинофильма Сергея Параджанова «Тени забытых предков» к протестам против политических репрессий призвали поэт Василий Стус и Иван Дзюба.

## Содержание
В работе «Интернационализм или русификация?», написанной под влиянием тех событий, Иван Дзюба с марксистских позиций проанализировал национально-культурную политику советской власти в Украине. В 1966 году автор отправил свою работу первому секретарю ЦК компартии Украины Петру Шелесту и председателю правительства УССР Владимиру Щербицкому, а её русский перевод — руководству КПСС.
Иван Дзюба доказывал, что компартия ещё во времена Сталина перешла на позиции российского великодержавного шовинизма. Свою аргументацию автор построил преимущественно на цитатах из произведений Ленина и партийных документов 20-х годов. Он считал, что политика КПСС, в частности в отношении Украины, противоречит коренным интересам украинского народа, и видел выход в возвращении к ленинским принципам национальной политики.

## Распространение книги
«Интернационализм или русификация?» распространяли в самиздате, а в феврале 1968 года его обнародовало в книжном виде издательство «Сучасність».
Книгу без разрешения и ведома автора неоднократно издавали за пределами Советского Союза на украинском, английском, русском, китайском, французском и итальянском языках. В Украине это произведение впервые обнародовали только в 1990 году в журнале «Вітчизна», а отдельной книгой издали в следующем 1991 году.

## Реакция советской власти
Советская власть объявила «Интернационализм или русификацию?» антисоветским произведением, а его распространение, хранение и чтение — уголовным преступлением. Иван Дзюба потерял работу, его исключили из Союза писателей Украины и преследовали КГБ. В 1972 году Дзюбу посадили в тюрьму на 18 месяцев.